# Tollevast
Tollevast é uma comuna francesa na região administrativa da Normandia, no departamento Mancha. Estende-se por uma área de 12,4 km². Em 2010 a comuna tinha 1 576 habitantes (densidade: 127,1 hab./km²).